# 妻の卒業式
『妻の卒業式』（つまのそつぎょうしき）は、NHK総合の月曜ドラマシリーズ枠で2004年6月28日 - 7月26日に放送されたテレビドラマ。

## キャスト
- 神崎恭子：岡江久美子
- 神崎孝之：三宅裕司
- 神崎里香子：高野志穂
- 榊原洋介：山田純大
- 榊原俊典：原田大二郎
- 榊原悦子：沢田亜矢子
- 吉山潔：モト冬樹
- 松山冴子：石井苗子
- 松山俊明：小倉一郎
- 飯島佳枝：渡辺真知子
- 飯島茂：ウガンダ・トラ
- 山岸直正：半海一晃
- パク・テホ：パク・トンハ
- 山下時子：淡路恵子
- 中丸新将
- 谷津勲

## 主題歌
- 「また逢う日まで」：尾崎紀世彦[1]

## スタッフ
- 脚本：田渕久美子
- 演出：遠藤理史、中島由貴、田中正
- 音楽：佐藤允彦
- 共同制作：NHKエンタープライズ21
- 制作・著作：NHK

## サブタイトル
1. 別れてくれないか？
2. 絶対、別れません！
3. 仕事を下さい！
4. 離婚は罪なの？
5. また逢う日まで